# Han Hendrik Piho
Han Hendrik Piho, né le 24 avril 1993 à Võru, est un coureur estonien du combiné nordique, aussi sauteur à ski. Il est membre de l'équipe d'Estonie et son meilleur résultat est une médaille de bronze lors de l'édition 2013 des Championnats du monde junior de combiné nordique à Liberec. 

## Biographie
Ses frères Kail et Kaarel sont aussi coureurs du combiné nordique et son troisième frère est sauteur à ski. 
Sa première grande compétition internationale a lieu aux Championnats du monde 2011.
Il démarre en Coupe du monde en mars 2012. Il marque ses premiers points à Ramsau en décembre 2012 (28e), avant de remporter une médaille de bronze à la course individuelle des Championnats du monde junior 2013.
Il prend part à ses seuls Jeux olympiques en 2014, se classant 43e et 36e en individuel. Il venait juste d'obtenir son meilleur résultat individuel en Coupe du monde à Tchaïkovski, avec une onzième place.
Il est double champion d'Estonie d'hiver de combiné nordique.

## Palmarès en combiné nordique

### Jeux olympiques
| Épreuve / Édition | Épreuve / Édition | Sotchi 2014 |
| Gundersen         | PT                | 43e         |
| Gundersen         | GT                | 36e         |
| Par équipes       | Par équipes       | -           |

### Championnats du monde
| Épreuve / Édition | Épreuve / Édition | Oslo 2011                        | Val di Fiemme 2013               | Falun 2015                       |
| Gundersen         | PT                | -                                | 33e                              | 38e                              |
| Gundersen         | GT                | 50e                              | 43e                              | -                                |
| Par équipes       | PT                | 12e                              | 11e                              | 10e                              |
| Par équipes       | GT                | -                                | Épreuve inexistante à cette date | Épreuve inexistante à cette date |
| Par équipes       | Sprint            | Épreuve inexistante à cette date | 10e                              | -                                |

### Coupe du monde
- Meilleur classement général : 49e en 2014.
- Meilleur résultat individuel : 11e.

#### Différents classements en Coupe du monde
| Année     | Classement général final |
| 2012-2013 | 66e                      |
| 2013-2014 | 49e                      |
| 2015-2016 | 54e                      |

### Coupe continentale
- Meilleur résultat : 6e à Wisła en janvier 2013.